# Xerotricha silosensis
Xerotricha silosensis is een slakkensoort uit de familie van de Hygromiidae. De wetenschappelijke naam van de soort is voor het eerst geldig gepubliceerd in 1950 door Ortiz de Zarate Lopez.